# 専福寺 (新宿区)
専福寺（せんふくじ）は、東京都新宿区にある真宗大谷派の寺院。

## 歴史
1631年（寛永8年）、宗泉によって開山された。元々は市谷に位置していたが、1645年（正保2年）に現在地に移転したCITEREF新宿観光振興協会。
当寺には、蓮如直筆の「南無阿弥陀仏」の掛軸や子の実如直筆の「帰命尽十方無量光如来」の掛軸など、蓮如関係の寺宝を所蔵している。
墓地には、浮世絵師の月岡芳年や俳人の二代目太白堂桃隣や儒学者の山本反求の墓もある。

## 交通アクセス
- 都営地下鉄大江戸線・東京メトロ副都心線東新宿駅より徒歩10分。[1]。
- 新宿駅西口・高田馬場駅よりバス(都営バス宿75・高71系統)「抜弁天」下車